# Diff's Lucky Day
Diff's Lucky Day는 Blyss의 EP앨범으로 Blyss는 이후 라이프하우스 (Lifehouse)로 밴드 이름을 바꾸어 활동한다.
앨범의 프로듀서인 론 아넬로 (Ron Aniello), 밴드의 리더 제이슨 웨이드 (Jason Wade), 그리고 밴드의 멤버 서지오 안드레드 (Sergio Andrade), 존 팔머 (Jon "Diff" Palmer), 콜린 헤이든 (Collin Hayden), 아론 로드 (Aaron Lord)는 1999년 그들의 앨범을 콘서트 공연에서 판매, 친구들에게 직접 판매, 소속사 계약 등의 목적으로 앨범을 제작하였다.

## 수록곡
1. "Cling and Clatter"
2. "Unknown"
3. "Fool"
4. "Crown of Scars"
5. "Mudpie"
6. "Trying"
7. "Storm"
8. "Breathing"
9. "Somewhere in Between"
10. "Fairy Tales and Castles"
11. "What's Wrong with That?"
12. "Revolution Cry"

## 참여
- 제이슨 웨이드 (Jason Wade) - 리드 보컬, 리듬 기타
- 서지오 안드레드 (Sergio Andrande) - 베이스 기타
- 존 팔머 (Jon "Diff" Palmer) - 드럼
- 콜린 헤이든 (Collin Hayden) - 기타
- 아론 로드 (Aaron Lord) - 키보드

## 참고사항
1. ↑  “Lifehouse Biography”. IdolMe.com. 2014년 7월 14일에 원본 문서에서 보존된 문서. 2012년 8월 5일에 확인함.